# Fallout (serie televisiva)
Fallout è una serie televisiva statunitense ideata da Geneva Robertson-Dworet e Graham Wagner e sviluppata da Jonathan Nolan e Lisa Joy. Basata sull'omonima serie di videogiochi di ruolo creata da Interplay Entertainment e ora posseduta da Bethesda Softworks, vede come protagonisti Ella Purnell e Walton Goggins. La serie ha debuttato il 10 aprile 2024 su Prime Video.

## Trama
In un XXI secolo distopico, in cui l'estetica e la cultura americana degli anni '50 non sono mai tramontate, dove il progresso della tecnologia nucleare dopo la Seconda guerra mondiale ha portato ad emergere una società retrofuturistica e a una successiva guerra per le risorse, il mondo è ancora diviso in sfere d'influenza tra Stati Uniti d'America e il blocco comunista costituito da Cina e Unione Sovietica, sotto la minaccia reciproca delle armi nucleari. 
2077. Cooper Howard è una stella di Hollywood, attore western che sponsorizza la propaganda anticomunista del governo e ha una bella famiglia sulle colline di Los Angeles, quando esplode una guerra nucleare e tutto il pianeta viene ridotto in cenere dai bombardamenti atomici. La popolazione americana è colta di sorpresa e solo alcuni sopravvissuti in Nord America riescono a rifugiarsi in rifugi antiatomici conosciuti come Vault, costruiti e promossi dalla Vault-Tec per preservare l'umanità in caso di sterminio nucleare nei secoli a venire.
2296. 219 anni dopo, una giovane donna, Lucy MacLean, discendente dai primi abitanti del Vault 33, dopo il rapimento del padre lascia dietro di sé l'unica vita che abbia mai conosciuto nel sottosuolo, per avventurarsi nella Zona contaminata, pericolosamente ostile e selvaggia, verso una California devastata.

## Episodi
| Stagione       | Episodi | Pubblicazione |
| -------------- | ------- | ------------- |
| Prima stagione | 8       | 2024          |

## Personaggi e interpreti

### Principali
- Lucy MacLean, interpretata da Ella Purnell, doppiata da Marta Filippi.
Giovane abitante del Vault 33, addetta all'insegnamento della storia americana che abbandona la propria casa per intraprendere un viaggio nella zona contaminata di Los Angeles alla ricerca del padre catturato.
- Maximus, interpretato da Aaron Moten, doppiato da Jacopo Venturiero.
Apprendista della Confraternita d'Acciaio e scudiero assegnato al cavaliere Titus.
- Hank MacLean, interpretato da Kyle MacLachlan, doppiato da Antonio Sanna.
Padre di Lucy e Norm e soprintendente del Vault 33.
- Norman "Norm" MacLean, interpretato da Moisés Arias, doppiato da Gabriele Patriarca.
Fratello di Lucy e abitante del Vault 33.
- Dane, interpretato da Xelia Mendes-Jones, doppiato da Nico Guerzoni.
Scriba della Confraternita d'Acciaio e migliore amico di Maximus.
- Cooper Howard / Il Ghoul, interpretato da Walton Goggins, doppiato da Andrea Lavagnino.
Ex star di Hollywood di film western e testimonial della Vault-Tec, mutato dalle radiazioni in un ghoul dopo la caduta delle bombe atomiche che ora vive come cacciatore di taglie e pistolero.

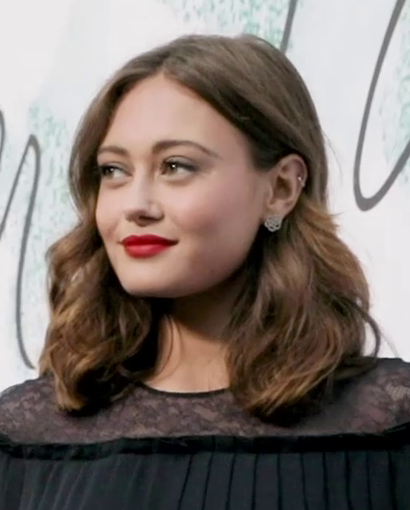
Ella Purnell
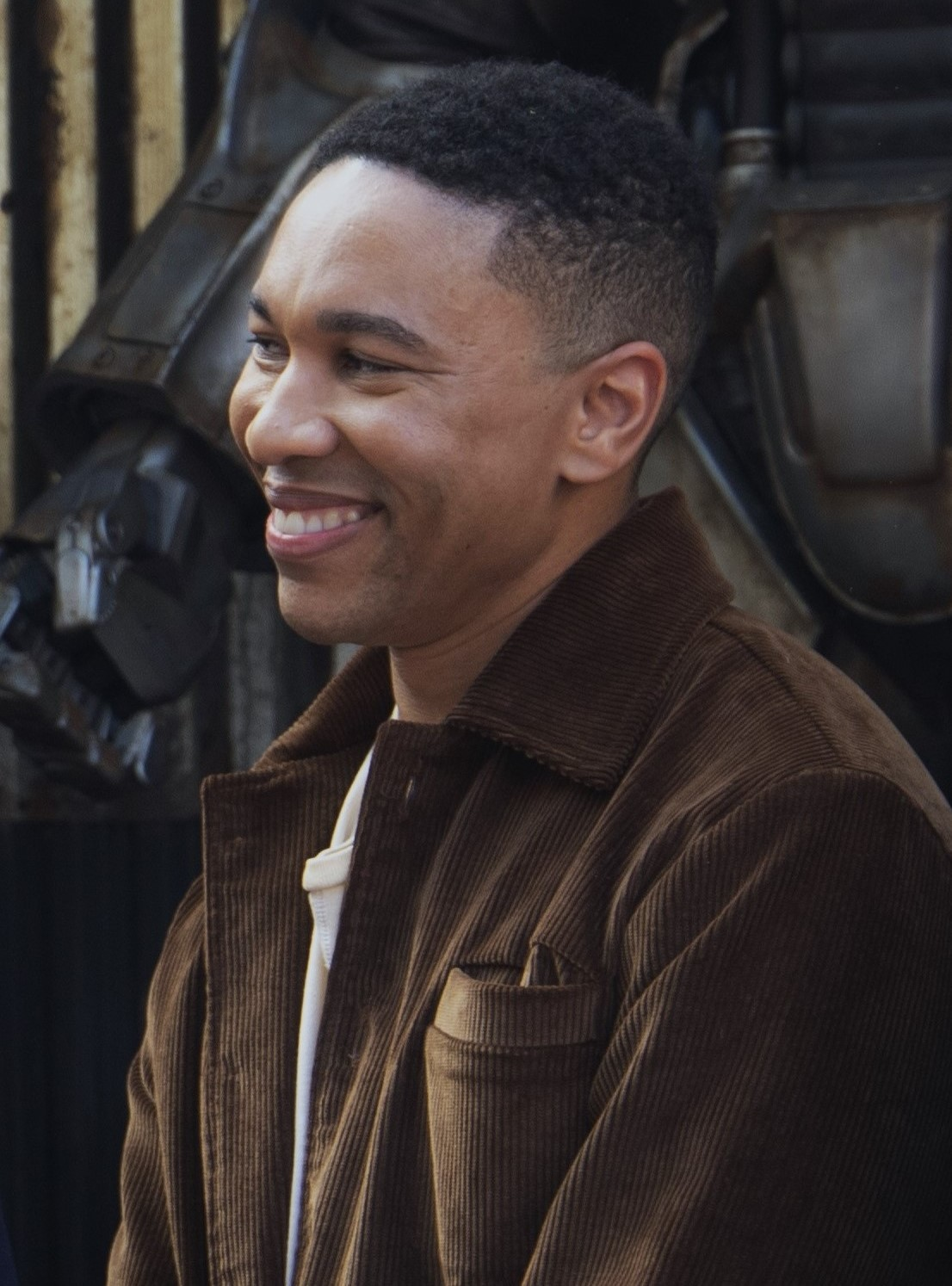
Aaron Moten
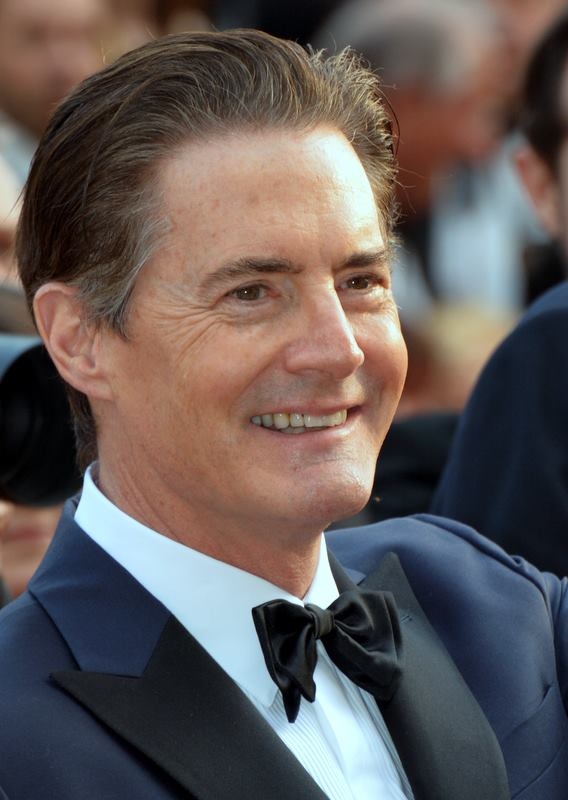
Kyle MacLachlan
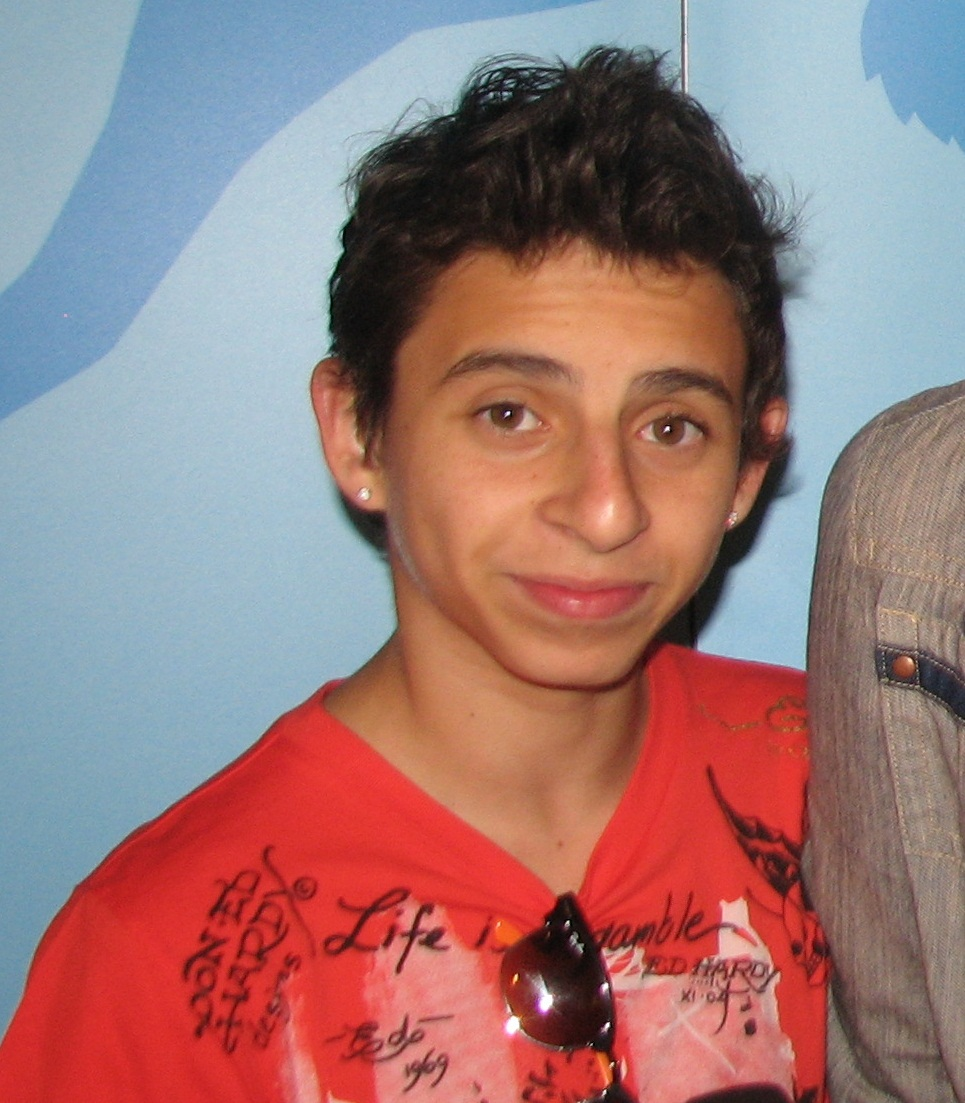
Moisés Arias
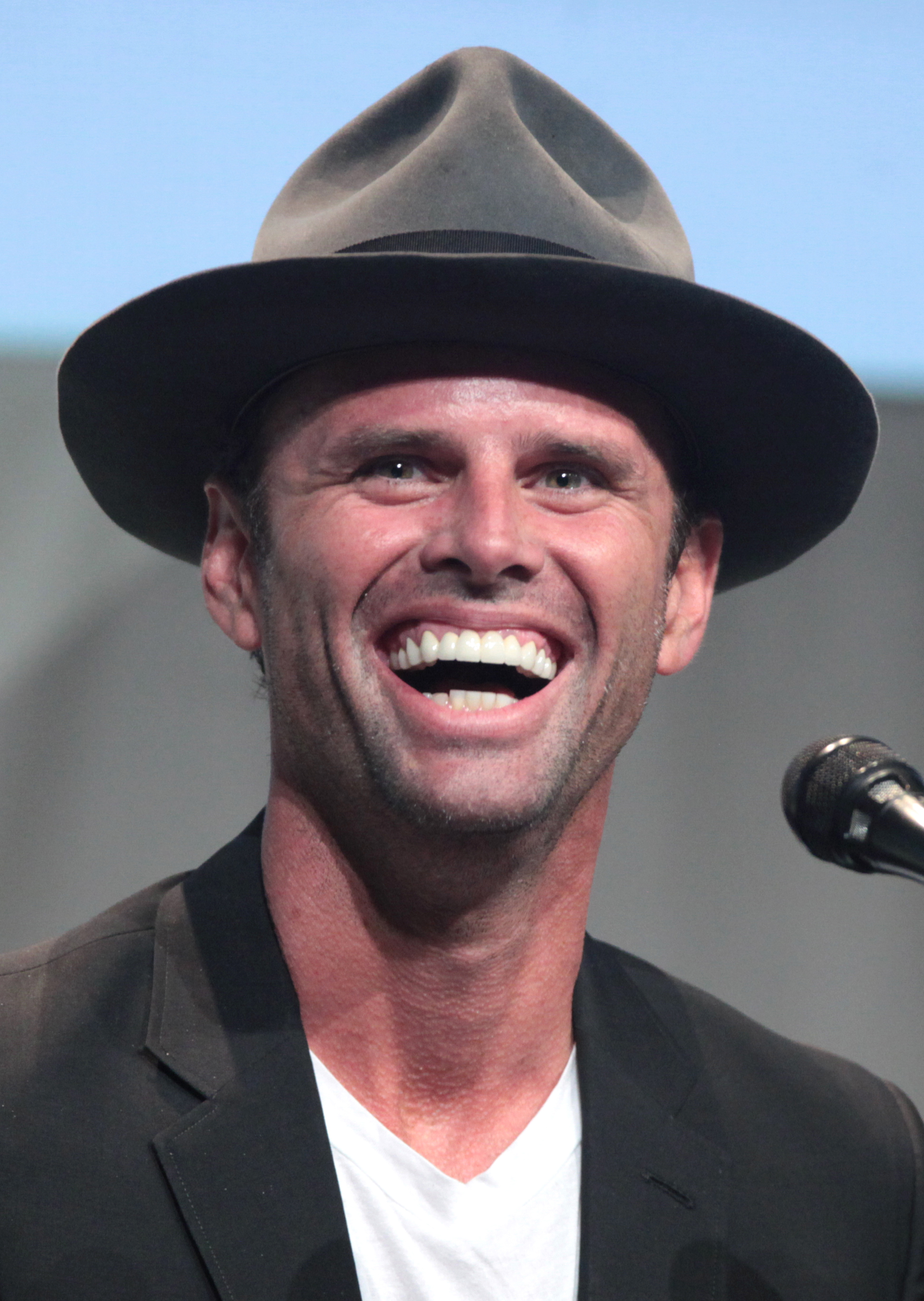
Walton Goggins

### Ricorrenti
- Lee Moldaver, interpretata da Sarita Choudhury, doppiata da Laura Romano.
Capo di un gruppo di predoni che si finge il soprintendente del Vault 32 e rapisce Hank.
- Betty Pearson, interpretata da Leslie Uggams, doppiata da Anna Rita Pasanisi.
Membro del consiglio di amministrazione del Vault 33, succede a Hank MacLean come soprintendente, mansione che aveva già ricoperto in passato.
- Thaddeus, interpretato da Johnny Pemberton, doppiato da Flavio Aquilone.
Scudiero della Confraternita d'Acciaio.
- Woody Thomas, interpretato da Zach Cherry, doppiato da Simone Crisari.
Abitante del Vault 33 e membro del consiglio di amministrazione.
- Chester "Chet", interpretato da Dave Register, doppiato da Gianfranco Miranda.
Custode del Vault 33 addetto all’entrata del rifugio e cugino di Lucy che vorrebbe iniziare una relazione con lei.
- Stephanie "Steph" Harper, interpretata da Annabel O'Hagan, doppiata da Veronica Puccio.
Abitante del Vault 33 incinta del primo figlio e migliore amica di Lucy.
- Reg McPhee, interpretato da Rodrigo Luzzi, doppiato da Gabriele Sabatini.
Abitante del Vault 33 e membro del consiglio di amministrazione.
- Barb Howard, interpretata da Frances Turner, doppiata da Valentina Favazza.
Moglie di Cooper e dirigente della Vault Tec.
- Janey Howard, interpretata da Teagan Meredith, doppiata da Luna Tosti.
Giovane figlia di Cooper e Barb.
- Davey, interpretato da Leer Leary, doppiato da Antonio Palumbo.
Abitante del Vault 33.
- Rose MacLean, interpretata da Elle Vertes.
Madre di Lucy e Norm.

### Guest star
- Quintus, interpretato da Michael Cristofer, doppiato da Luca Biagini.
Anziano della Confraternita d'Acciaio.
- Honcho, interpretato da Mykelti Williamson, doppiato da Dario Oppido.
Cacciatore di taglie alla ricerca di Cooper.
- Bob Spencer, interpretato da Mike Doyle, doppiato da Marco Vivio.
Padre che ha ingaggiato Cooper come intrattenitore per la festa di compleanno del figlio.
- Shortsight, interpretato da Brendan Burke, doppiato da Riccardo Lombardo.
Sergente della Confraternita d'Acciaio.
- Mr. Handy, doppiato in lingua originale da Matt Berry, doppiato in lingua italiana da Riccardo Scarafoni.
Robot aiutante della General Atomics nel 2077.
- Marianne, interpretata da Sheila Head, doppiata da Michela Alborghetti.
Bibliotecaria e abitante del Vault 33.
- Dott. Siggi Wilzig, interpretato da Michael Emerson, doppiato da Franco Mannella.
Medico dell'Enclave che aiuta Lucy.
- Titus, interpretato da Michael Rapaport, doppiato da Stefano Brusa.
Cavaliere della Confraternita d'Acciaio.
- Ma June, interpretata da Dale Dickey, doppiata da Tiziana Avarista.
Commerciante di Filly, una piccola cittadina, che disprezza gli abitanti dei Vault.
- Snip-Snip, doppiato in lingua originale da Matt Berry, doppiato in lingua italiana da Riccardo Scarafoni.
Robot delle RobCo Industries impiegato come medico che tenta di uccidere Lucy.
- Huey, interpretato da Matty Cardarople, doppiato da Luigi Ferraro.
Predone che rapisce i ghoul per trafficare i loro organi nascosto in un Super-Duper Mart.
- Lloyd Hawthorne, interpretato da Eric Berryman.
Scienziato del programma sperimentale nel Vault 4.
- Cassandra Hawthorne, interpretata da Angel Desai.
Scienziata del programma sperimentale nel Vault 4.
- Bud Askins, interpretato da Michael Esper, doppiato da Edoardo Stoppacciaro.
Vice presidente della Vault-Tec che ha realizzato i computer indossabili Pip-Boy.
- Sebastian Leslie, interpretato da Matt Berry, doppiato da Riccardo Scarafoni.
Attore britannico e collega di Cooper prima della guerra.
- Birdie, interpretata da Cherien Dabis, doppiata da Angela Brusa.
Abitante del Vault 4 che accoglie Lucy e Maximus nel Vault.
- Benjamin, interpretato da Chris Parnell, doppiato da Marco Mete.
Soprintendente del Vault 4.
- Charles Whiteknife, interpretato da Dallas Goldtooth, doppiato da Francesco De Francesco.
Attore e amico di Cooper.
- Sorrel Booker, interpretato da Glenn Fleshler, doppato da Pasquale Anselmo.
Vecchio amico di Cooper e presidente del Governamento.
- DJ Carl, interpretato da Fred Armisen.
Conduttore radiofonico in una stazione radio pre-bellica.
- Robert House, interpretato da Rafi Silver.
Fondatore e CEO delle RobCo Industries.
- Frederick Sinclair, interpretato da Michael Mulheren, doppiato da Paolo Buglioni.
Dirigente della Big MT.
- Leon Von Felden, interpretato da James Yaegashi.
Dirigente della West-Tek.
- Julia Masters, interpretata da Rebecca Watson.
Dirigente della REPCONN.

## Produzione

### Sviluppo
Bethesda è stata contattata diverse volte riguardo un adattamento televisivo dei videogiochi di Fallout, dalla pubblicazione di Fallout 3 nel 2008, secondo il produttore esecutivo di Bethesda Todd Howard, tuttavia nessuna della proposte ha incontrato la visione della serie. Il dirigente del marketing di Bethesda, Pete Hines, aveva avvertito l'azienda nel 2015 su un potenziale impatto di un adattamento scadente dei loro videogiochi, affermando «ci sono molte più cose che possono andare male di quanto possano andare bene con questo», dal momento che il regista dell'adattamento può ignorare il concetto della serie. Hines ha indicato il film del 2005 Doom come esempio di un pessimo adattamento. La situazione è cambiata quando Jonathan Nolan ha proposto la sua idea di serie televisiva a Bethesda, essendo un appassionato giocatore della serie di videogiochi. Howard ha scoperto che Nolan aveva un obiettivo preciso per l'adattamento, e ha ammesso che questo approccio fosse un ottimo modo per portare la serie di videogiochi in televisione.
L'adattamento televisivo è stato annunciato nel luglio 2020 da Amazon Studios con Jonathan Nolan e Lisa Joy come sviluppatori e Geneva Robertson-Dworet e Graham Wagner come showrunner.
In un'intervista nel novembre 2023 Howard ha confermato che la serie televisiva è ambientata nello stessa continuità narrativa della serie di videogiochi, dal momento che voleva evitare di adattare i precedenti giochi e cercare di raccontare una storia originale.
Il 18 aprile 2024 Amazon ha annunciato il rinnovo della serie per una seconda stagione. Il 12 maggio 2025 è stata rinnovata per una terza stagione.

### Casting
Nel febbraio 2022 Walton Goggins è entrato nel cast principale nel ruolo di Cooper Howard, il ghoul. Nel mese successivo Ella Purnell è stata scelta per interpretare la protagonista. Nel giugno seguente Kyle MacLachlan, Xelia Mendes-Jones e Aaron Moten sono stati scritturati in ruoli ricorrenti. Nell'ottobre 2023 Sarita Choudhury, Michael Emerson, Leslie Uggams e Zach Cherry sono stati annunciati come parte del cast. Nel novembre 2024 Macaulay Culkin è entrato nel cast della seconda stagione. Nell'agosto 2025 è stato rivelato che Justin Theroux avrebbe interpretato Robert House nella seconda stagione.

### Riprese

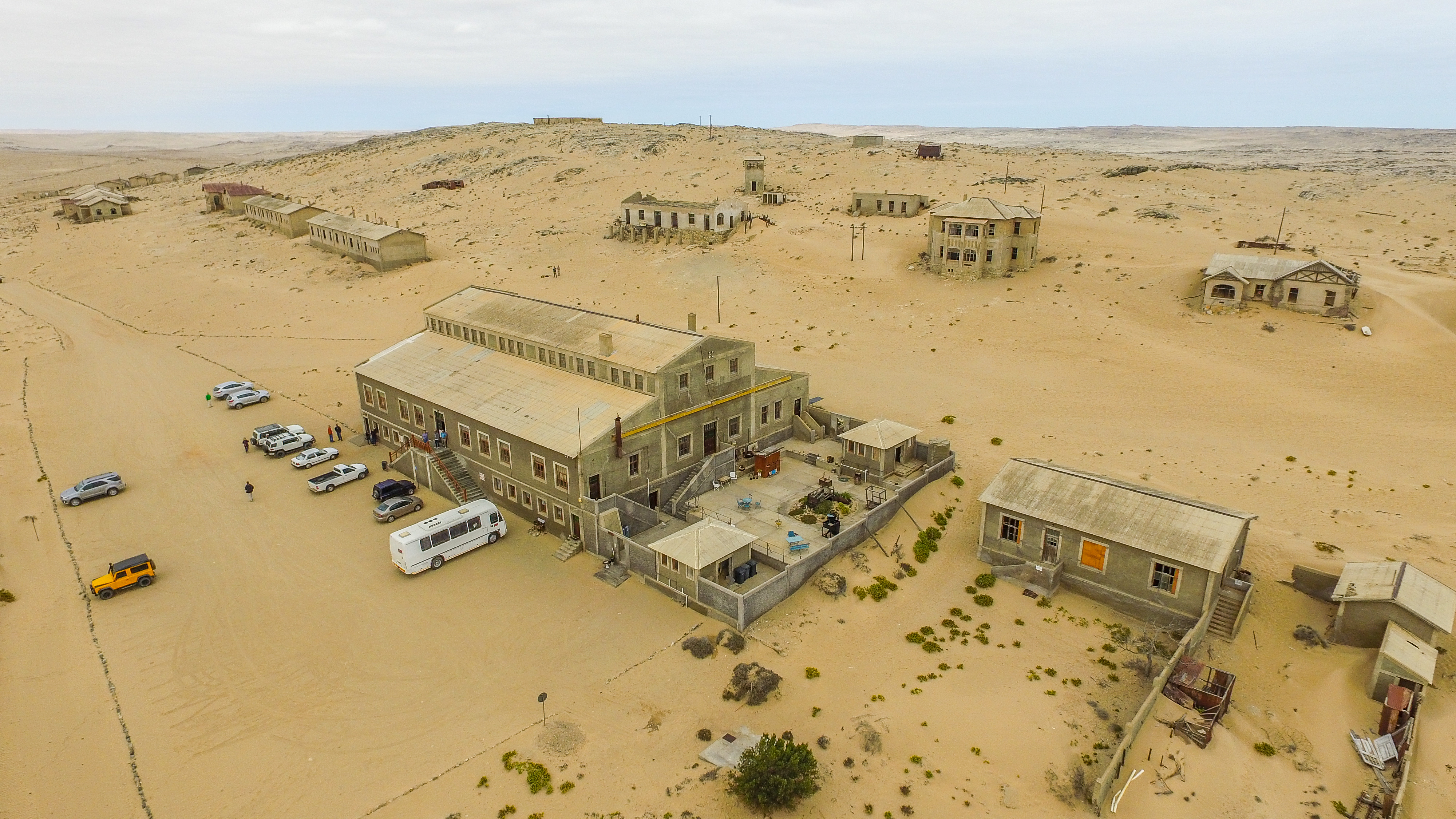
Kolmanskop, Namibia, utilizzata per girare le scene nella Zona Contaminata

La lavorazione della prima stagione è iniziata il 5 luglio 2022 nel New Jersey, nello stato di New York e nello Utah. Le scene nella Zona Contaminata sono state effettuate a Kolmanskop, un ex sito minerario diventata città fantasma, e sulla famigerata Skeleton Coast in Namibia. Il luogo desolato è dove il deserto del Namib occidentale raggiunge la costa Atlantica meridionale della Namibia. Alcune scene sono avvenute nel relitto dell'Eduard Bohlen.
Le riprese della seconda stagione avverranno a Los Angeles per approfittare di un incentivo fiscale di 25 milioni di dollari offerto dallo stato della California. La stagione è stata girata dal novembre 2024 a Los Angeles e Toronto. Le riprese si sono concluse il 7 maggio seguente.

## Distribuzione
Fallout è stata presentata in anteprima il 7 aprile 2024 durante la settima edizione di Canneseries a Cannes. La prima stagione della serie è stata interamente distribuita da Prime Video il 10 aprile 2024. La seconda stagione sarà resa disponibile dal 17 dicembre 2025.

### Edizione italiana
La direzione del doppiaggio è a cura di Saverio Indrio, su dialoghi di Lucio Indrio e Alessandro Ungheri con la consulenza di Giacomo Caneschi, per conto di Laser Digital Film.

## Accoglienza

### Critica
La prima stagione ha ricevuto recensioni generalmente positive dalla critica. Rotten Tomatoes riporta il 93% delle recensioni professionali positive basato su 108 critiche. Il consenso critico del sito web indica: «Un adattamento che sembra una vera estensione dei videogiochi, Fallout è un'esplosione post apocalittica sia per i profani che per gli appassionati di lunga data.» Metacritic, invece, ha assegnato un punteggio di 73 su 100 basato su 33 recensioni, indicando "recensioni generalmente positive".

### Primati
Amazon ha annunciato che Fallout, con 65 milioni di visualizzazioni nei primi sedici giorni di disponibilità, si classifica come la seconda serie più vista di sempre su Prime Video da Il Signore degli Anelli - Gli Anelli del Potere nel 2022.

## Riconoscimenti
- 2024 – Gotham TV Awards[25]
  - Candidatura alla serie drammatica rivelazione
  - Candidatura alla miglior interpretazione in una serie drammatica a Walton Goggins
- 2024 – Television Critics Association Award[26]
  - Candidatura alla miglior serie drammatica
  - Candidatura alla miglior nuova serie
- 2024 – Astra TV Awards[27][28]
  - Miglior attore guest star in una serie drammatica a Kyle MacLachlan
  - Candidatura alla miglior serie drammatica in streaming
  - Candidatura al miglior attore in una serie drammatica in streaming a Walton Goggins
  - Candidatura alla migliore attrice in una serie drammatica in streaming a Ella Purnell
  - Candidatura alla miglior regia in una serie drammatica in streaming a Jonathan Nolan per l'episodio La fine
  - Candidatura alla miglior sceneggiatura in una serie drammatica in streaming a Graham Wagner e Geneva Robertson-Dworet per l'episodio La fine
- 2024 – Premio Emmy[29]
  - Candidatura alla miglior serie drammatica
  - Candidatura al miglior attore protagonista in una serie drammatica a Walton Goggins
  - Candidatura alla miglior sceneggiatura in una serie drammatica a Geneva Robertson-Dworet e Graham Wagner per l'episodio La fine
- 2024 – Primetime Creative Arts Emmy Awards[29][30]
  - Miglior supervisione musicale per l'episodio La fine
  - Miglior programma emergente a Fallout: Vault 33
  - Candidatura alla miglior scenografia per una serie in costume o fantasy (un'ora o più)
  - Candidatura ai miglior costumi per una serie fantasy/fantascienza
  - Candidatura al miglior montaggio dell'immagine per una serie drammatica per gli episodi La fine e Il ghoul
  - Candidatura alla miglior sigla
  - Candidatura al miglior trucco per una serie in costume o fantasy/fantascienza (non prostetico) per l'episodio La testa
  - Candidatura al miglior trucco prostetico per l'episodio Il principio
  - Candidatura al miglior montaggio sonoro per una serie drammatica o commedia per l'episodio L'obiettivo
  - Candidatura al miglior missaggio sonoro per una serie drammatica o commedia per l'episodio L'obiettivo
  - Candidatura ai miglior effetti speciali in una stagione o un film
  - Candidatura alla migliore coordinazione acrobatica per una serie drammatica
  - Candidatura alla migliore interpretazione stunt per l'episodio L'obiettivo
- 2024 – Golden Joystick Awards[31]
  - Miglior adattamento
- 2024 – The Game Awards[32][33]
  - Miglior adattamento
- 2025 – Saturn Award[34][35]
  - Miglior serie televisiva di fantascienza
  - Candidatura al miglior attore in una serie televisiva a Walton Goggins
  - Candidatura alla miglior attrice in una serie televisiva a Ella Purnell
  - Candidatura al miglior attore non protagonista in una serie televisiva a Aaron Moten
  - Candidatura alla miglior guest star in una serie televisiva a Kyle McLachlan
- 2025 – Satellite Award[36]
  - Candidatura al miglior attore non protagonista in una serie, miniserie o film TV a Walton Goggins